# Ayuntamiento de Malinas
El Ayuntamiento de Malinas (en neerlandés: Stadhuis van Mechelen) es un edificio medieval, situado en la Grote Markt (plaza del Gran Mercado), en la ciudad de Malinas (Bélgica), uno de los de principales monumentos de la ciudad y uno de los mejores ejemplos en el país del estilo gótico brabantino.
La torre forma parte de un grupo de 56 torres y campanarios municipales de Bélgica y Francia declarados Patrimonio de la Humanidad de la Unesco desde 1999 (ID 943-015).

## Historia y arquitectura
El Ayuntamiento de Malinas es un complejo de edificios iniciado en 1320, que se encuentra en el lado este de la Grote Markt (plaza del Gran Mercado). Se compone de tres partes:
- Palacio de Grote Raad, el palacio del Gran Consejo.
- Belfort (o beffroi), la torre cívica.
- Lakenhal, o Lonja de los Paños, el mercato de los tejidos.

Desde 1914, los edificios desempeñan la función de Ayuntamiento.

### Palacio del Gran Consejo

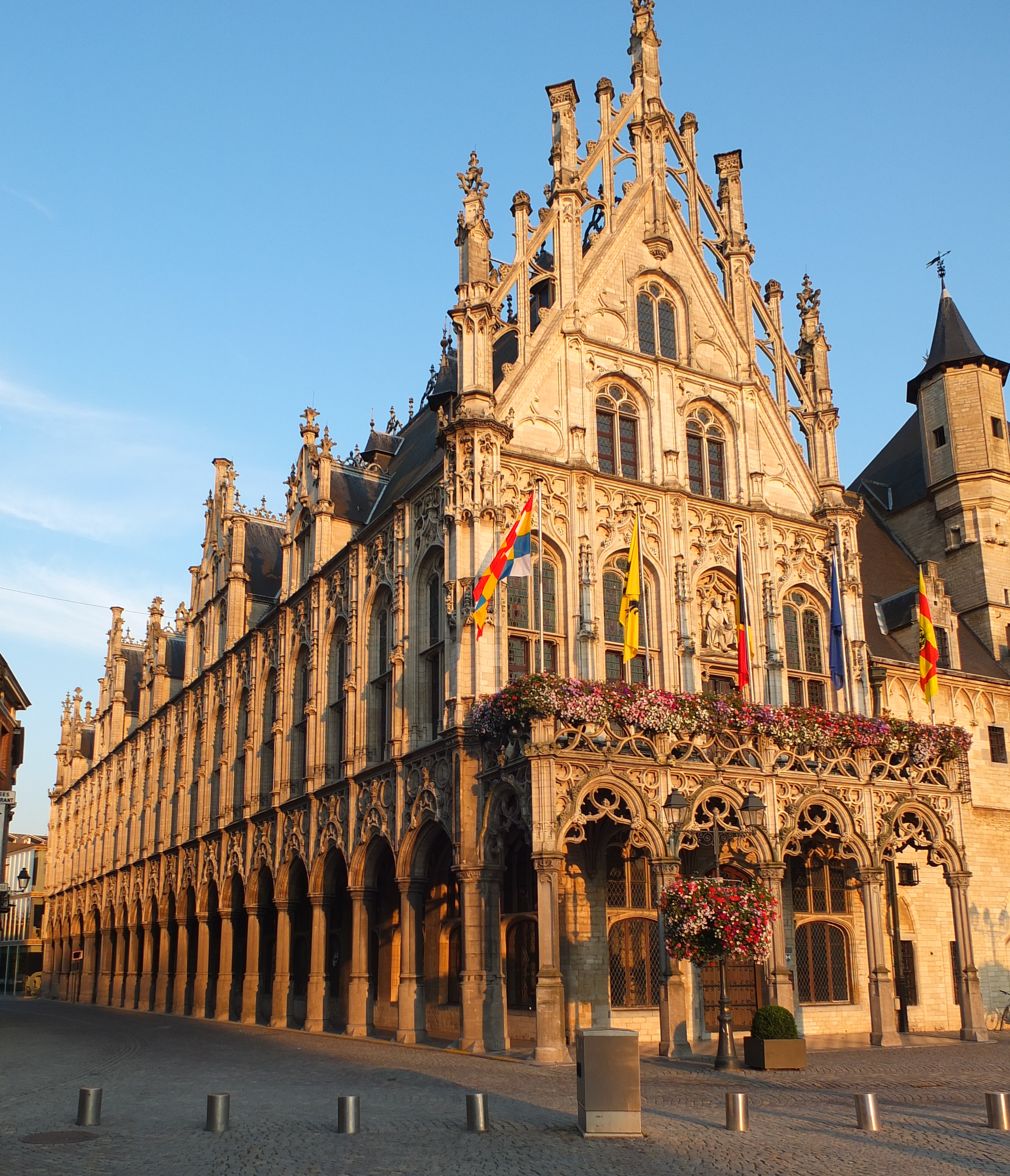
El palacio del Gran Consejo

El edificio, que se encuentra en el lado izquierdo del complejo, se inició en 1526 y fue diseñado por Rombout II Keldermans en el estilo gótico tardío por orden del Gran Consejo de Malinas, la corte suprema de los Países Bajos borgoñones creada por Carlos el Temerario en 1473. Tras la disminución del comercio textil flamenco, debido a problemas financieros, el edificio nunca fue terminado, quedando incompleto durante casi 400 años. Finalmente abandonado, su construcción no se reanudó hasta 1900, cuando los arquitectos Van Boxmeer y Langerock lo terminaron en 1911 según los planos originales del siglo XVI.
El palacio alberga ricas salas interiores: Trouwzaal (sala de bodas), Raadzaal (salón del Consejo) y Kolommenzaal (sala de las columnas), y custodia un tapiz del siglo XVI que representa la batalla de Túnez.

### Beffroi

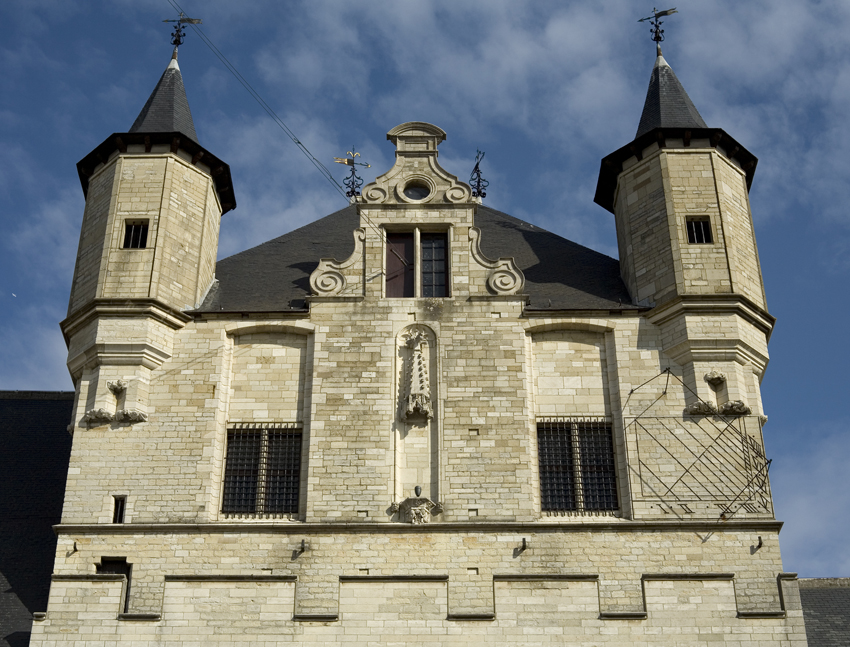
Detalle del beffroi

La torre cívica o beffroi, en el centro del complejo, fue erigida en 1320 en estilo gótico, que también se quedó sin terminar, y que fue parcialmente demolido en 1526 para construir, en el lado norte, el palacio del Gran Consejo, y obtuvo una cobertura "provisional" que, sin embargo, permaneció hasta hoy. Presenta elementos barrocos añadidos en el siglo XVII. En 1999 fue inscrito entre los campanarios municipales de Bélgica y Francia  en la lista del Patrimonio de la Humanidad de la Unesco

### Lonja de los Paños
El edificio, que se encuentra a la derecha del complejo, es el más antiguo y fue construida en el siglo XIV como un mercado cubierto de productos textiles. Gravemente dañado por un incendio en 1342, se reestructuró considerablemente.